# Districte de Châtellerault
El Districte de Châtellerault és un dels tres districtes del departament francès de la Viena, a la regió de la Nova Aquitània. Té 12 cantons i 96 municipis. El cap del districte és la sotsprefectura de Châtellerault.

## Cantons
cantó de Châtellerault-Nord - cantó de Châtellerault-Oest - cantó de Châtellerault-Sud - cantó de Dangé-Saint-Romain - cantó de Lencloître - cantó de Loudun - cantó de Moncontour (Viena) - cantó de Monts-sur-Guesnes - cantó de Pleumartin - cantó de Saint-Gervais-les-Trois-Clochers - cantó de Les Trois-Moutiers - cantó de Vouneuil-sur-Vienne